# ZFYVE21
ZFYVE21 (англ. Zinc finger FYVE-type containing 21) — білок, який кодується однойменним геном, розташованим у людей на 14-й хромосомі. Довжина поліпептидного ланцюга білка становить 234 амінокислот, а молекулярна маса — 26 506.
| 10         |  | 20         |  | 30         |  | 40         |  | 50         |
| ---------- |  | ---------- |  | ---------- |  | ---------- |  | ---------- |
| MSSEVSARRD |  | AKKLVRSPSG |  | LRMVPEHRAF |  | GSPFGLEEPQ |  | WVPDKECRRC |
| MQCDAKFDFL |  | TRKHHCRRCG |  | KCFCDRCCSQ |  | KVPLRRMCFV |  | DPVRQCAECA |
| LVSLKEAEFY |  | DKQLKVLLSG |  | ATFLVTFGNS |  | EKPETMTCRL |  | SNNQRYLFLD |
| GDSHYEIEIV |  | HISTVQILTE |  | GFPPGGGNAR |  | ATGMFLQYTV |  | PGTEGVTQLK |
| LTVVEDVTVG |  | RRQAVAWLVA |  | MHKAAKLLYE |  | SRDQ       |  |            |

A: Аланін

C: Цистеїн

D: Аспарагінова кислота

E: Глутамінова кислота

F: Фенілаланін

G: Гліцин

H: Гістидин

I: Ізолейцин

K: Лізин

L: Лейцин

M: Метіонін

N: Аспарагін

P: Пролін

Q: Глутамін

R: Аргінін

S: Серин

T: Треонін

V: Валін

W: Триптофан

Задіяний у такому біологічному процесі, як альтернативний сплайсинг. 
Білок має сайт для зв'язування з іонами металів, іоном цинку. 
Локалізований у клітинних контактах, цитоплазматичних везикулах, ендосомах.